# Рождественский, Александр Яковлевич
Александр Яковлевич Рождественский (1794—1874) — протоиерей Русской православной церкви.

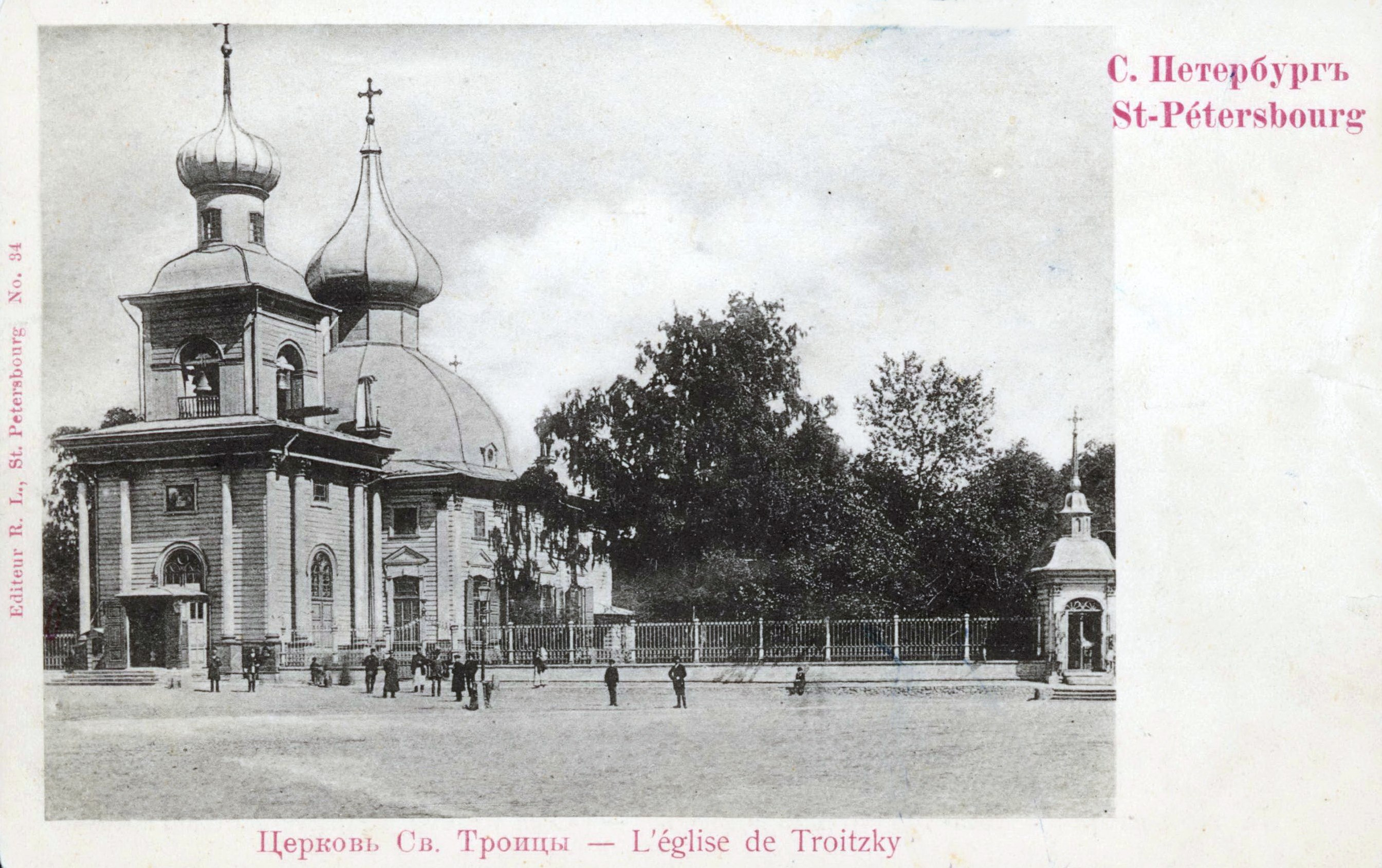
Троицкий собор

Родился в 1794 году. Учился в Санкт-Петербургской духовной семинарии (II курс, 1813) и в Санкт-Петербургской духовной академии, курс которой окончил в 1817 году 6-м магистром II курса.
Начав службу в академии бакалавром гражданской истории, он был также профессором того же предмета и французского языка в Петербургской семинарии. В 1820 году оставил преподавание и был рукоположён во священника церкви Тюремного замка. В 1825 году перемещён к церкви Благовещения Пресвятой Богородицы на Васильевском острове. В 1832 году в сане протоиерея был переведён в Смоленско-кладбищенскую церковь настоятелем и, наконец, в 1843 году — в Троицкий собор, что на Петербургской стороне.
В 1867 году вышел в отставку, а в 1868 году праздновал 50-летний юбилей своей службы в священническом сане.
Скончался 30 августа (11 сентября) 1874 года; похоронен на Смоленском кладбище. Кроме прямых должностей, Рождественский был цензором проповедей и членом комитета для разбора вредных книг.